# Балакшин, Георгий Дмитриевич
Гео́ргий Дми́триевич Бала́кшин (2 апреля 1933, Нюрба, Якутская АССР, СССР — 15 июля 2025, Якутск, Якутия, Россия) — советский и российский геофизик, кандидат геолого-минералогических наук, лауреат Государственной премии СССР, заслуженный геолог ЯАССР.

## Биография
Георгий Дмитриевич родился в селе Нюрба Мегежекского района ЯАССР. В 1951 году окончил Нюрбинскую среднюю школу № 1 с золотой медалью.
После окончания Московского геологоразведочного института (1956) инженер-геофизик Восточной экспедиции Западного геофизического треста.
С 1957 года — инженер-геофизик, а с 1967 года — инженер-аэромагнитолог, начальник аэромагнитологической партии, начальник опытно-методической партии, старший геофизик экспедиции, начальник центральной опытно-методической партии Центральной комплексной геофизической экспедиции в Амакинской геологоразведочной экспедиции Якутского территориального геологического управления.
С 1968 года — начальник центральной опытно-методической партии Хапчагайской геолого-геофизической экспедиции.
С 1969 года — главный геофизик Якутского геологического управления и ПГО «Якутскгеология».
В 1991—1997 годах — технический и генеральный директор Ассоциации Саха-Японского сотрудничества. При участии Г. Д. Балакшина в 1992 году в Нюрбе организовано совместное саха-японское предприятие «Саха-Джапан» по огранке алмазов и производству бриллиантов с филиалами в населённых пунктах Сунтар, Верхневилюйск и городе Вилюйске.
В 1998—2018 годах — ведущий геофизик в подразделениях АК «АЛРОСА».
Автор книги «Алмазы и слезы», в которой собрал воедино все стихотворения поэта Евгения Евтушенко якутского цикла, с которым был в дружеских отношениях.
Скончался 15 июля 2025 года.

## Научная деятельность
Без отрыва от производства окончил аспирантуру в Институте геологии и геофизики СО АН СССР в г. Новосибирске и в 1968 году защитил диссертацию «Применение геофизических методов для поисков кимберлитовых трубок в Западной Якутии» на соискание учёной степени кандидата геолого-минералогических наук. Научный руководитель — член-корреспондент АН СССР Пузырёв Н. Н.
Участвовал в открытии первых кимберлитовых трубок на Алданском щите и 80 кимберлитовых трубок в Анабарском алмазоносном районе Якутской алмазоносной провинции.
Руководил разработкой комплекса геолого-геофизических методов поисков месторождений алмазов. Один из составителей «Методических указаний по поискам коренных месторождений алмазов на Сибирской платформе (Якутская алмазоносная провинция)».
Г. Д. Балакшин внедрил новые технологии при поисках железных руд, по которым впервые в СССР запасы были приняты по геофизическим данным, а также ядерно-физические методы в комплекс рудопоисковых и аналитических работ.
Составитель карты прогнозных ресурсов магнетитовых руд в южной Якутии.
Автор более 60 научных работ.
Член Международной академии «Северный форум», Высшего совета старейшин РС (Я), Общественного совета при Министерстве промышленности и геологии РС (Я).

### Публикации
Книга
- Балакшин Г. Д. Алмазы и слёзы. — Якутск: Бичик, 2020. — 110 с. — ISBN 978-5-7696-5863-1.

Статьи
- Балакшин Г. Д., Пляскина Р. А. Строение фундамента в Далдыно-Алакитском алмазоносном районе // Геология и геофизика. — 1970. — Т. 11, № 6. — С. 95—103.
- Балакшин Г. Д., Саврасов Д. И. Об эффективности использования наземной магнитной и аэромагнитной съёмок при поисках кимберлитовых трубок // Разведка и охрана недр. — 1971. — № 3. — С. 45—50.
- Балакшин Г. Д. К поискам месторождений алмазов геофизическими методами // Геология и геофизика. — 1964. — Т. 5, № 6. — С. 142—145.
- Балакшин Г. Д. Геологическое картирование методом индукции в Западной Якутии // Геология и геофизика. — 1968. — Т. 9, № 8. — С. 83—91.
- Балакшин Г. Д., Меньшиков П. Н. Опыт применения метода индукции при оконтуривании кимберлитовых трубок в плане // Разведка и охрана недр. — 1960. — № 8.
- Балакшин Г. Д., Саврасов Д. И., Фёдоров Н. Н. О возможности применения аэромагнитной съёмки при поисках кимберлитовых тел в Якутии // Разведка и охрана недр. — 1967. — № 3.
- Balakshin G. D., Plyaskina R. A. Structure of base in Daldyn-Alakitskiy diamond field (англ.) // International Geology Review[англ.]. — 1971. — Vol. 13, no. 6. — P. 966—972. — doi:10.1080/00206817109475523.
- Маршинцев В. К., Балакшин Г. Д. О природе карбонатитовых образований на восточном склоне Анабарского сводового поднятия // Доклады Академии наук СССР. — 1969. — Т. 188, № 3. — С. 645—648.
- Балакшин Г. «Найдём точки соприкосновения — выполним свою задачу…». Первая якутская делегация в Японии // Илин. — 2003. — № 3—4. — С. 45—51.
- Балакшин Г. Д. Они прошли Великую Отечественную… // Якутский архив. — 2005. — № 2 (17). — С. 96—100.

## Семья
Жена: Лилия Васильевна Балакшина (1938—2012);
Племянник: Георгий Русланович Балакшин — российский боксёр якутского происхождения, общественный и политический деятель.

## Награды и премии
- Лауреат Государственной премии Совета Министров СССР (1983).
- Награждён почётным знаком РС (Я) «Гражданская доблесть».
- Заслуженный геолог ЯАССР (1980).
- Отличник разведки недр.
- Медаль «За трудовое отличие».
- Медаль «За строительство БАМа».
- Почётный гражданин Нюрбинского района.

## Память
- В честь заслуженного геолога Якутской АССР Балакшина Георгия Дмитриевича факту извлечения алмаза весом 59,74 карата, добытому 6 января 2023 года, присвоено имя «Балакшин Георгий Дмитриевич»[6].